# نوباراشين
نوباراشين (الأرمينية: Նուբարաշեն վարչական շրջան) هي واحدة من 12 مقاطعة في يريفان، عاصمة أرمينيا تقع في الجزء الجنوبي الشرقي من المدينة. تحدها كل من مقاطعة شنغافيت وإريبوني شمالا ومقاطعة أرارات من شرقا وجنوبا وغربا.
تبلغ مساحة المنطقة 18 كم² (أي ٪8.07 من مدينة يريفان)، لتعتبر نوباراشين خامس أكبر منطقة في يريفان من حيث المساحة. تقع على بعد 7 كم جنوب شرق وسط يريفان، معزولة تمامًا عن المدينة.